# Umpai Mutaporn
Umpai Mutaporn (thailändisch อำไพ มุธาพร, * 16. Januar 1985 in Nong Khai) ist ein thailändischer Fußballspieler.

## Karriere
Umpai Mutaporn erlernte das Fußballspielen in der Jugendmannschaft des Chonburi FC in Chonburi. Seinen ersten Vertrag unterschrieb er 2009 beim Sriracha FC. Der Verein aus Si Racha spielte in der höchsten thailändischen Liga, der Thai Premier League. Ende 2009 stieg er mit Sriracha in die zweite Liga ab. Im darauffolgenden Jahr wurde er mit Sriracha Meister der zweiten Liga, der Thai Premier League Division 1, und stieg wieder in die erste Liga auf. Ende 2011 musste er wieder den Weg in die Zweitklassigkeit antreten. 2014 unterschrieb er einen Einjahresvertrag beim Erstligisten Singhtarua FC. Für den Bangkoker Verein absolvierte er 13 Erstligaspiele. Der Zweitligist PT Prachuap FC aus Prachuap nahm ihn die Saison unter Vertrag. Die Hinserie 2016 spielte er beim Ligakonkurrenten PTT Rayong FC in Rayong. Die Rückserie 2016 stand er für den Ayutthaya FC auf dem Spielfeld. Der Klub aus Ayutthaya spielte in der dritten Liga, der damaligen Regional League Division 2. Der Erstligist Sisaket FC aus Sisaket nahm ihn 2017 unter Vertrag. Nach einer Saison ging er 2018 nach Trat und schloss sich dem Zweitligisten Trat FC an. Ende 2018 wurde er mit Trat Vizemeister und stieg in die erste Liga auf. Nach dem Aufstieg verließ er Trat und wechselte in den Süden des Landes. Hier unterschrieb er einen Vertrag beim Drittligisten Phuket City FC. Für Phuket absolvierte er 13 Spiele in der Thai League 3. 2020 nahm ihn der Zweitligist Uthai Thani FC aus Uthai Thani unter Vertrag. Nach sechs Monaten verließ er den Zweitligisten und schloss sich am 1. Juli dem Drittligisten Udon United FC aus Udon Thani an. Mit Udon spielte er in der North/Eastern Region. Am Ende der Saison feierte er mit dem Verein die Meisterschaft. In den Aufstiegsspielen zur zweiten Liga konnte man sich nicht durchsetzen. Zu Beginn der Saison 2021/22 wechselte er zum Zweitligisten Lampang FC. Für den Verein aus Lampang bestritt er drei Ligaspiele. Nach der Saison wurde sein Vertrag im Sommer 2022 nicht verlängert.

## Erfolge
Sriracha FC
- Thai Premier League Division 1: 2010  ▲

Trat FC
- Thai League 2: 2018 (Vizemeister)  ▲

Udon United FC
- Thai League 3 – North/East: 2020/21